# Provincia Massa-Carrara
Massa-Carrara este o provincie în regiunea Toscana în Italia.Numele provinciei provine de la principalele orașe de aici: Carrara și Massa (capitala provinciei). Provincia Massa-Carrara a luat ființă în anul 1859 prin separarea  Lunigiana și Garfagnana de Ducato di Modena. Provincia Massa-Carrara are țărm la Marea Ligurică, iar cele mai apropiate aeroporturi sunt cele din Pisa și Florența. 
Carrara este orașul italian faimos, pentru marmura sa albă ("Marmura di Carrara") princiala sursă a marilor capodopere din Roma Antică, până la Michelangelo și Henry Moore. Bineînțeles că și domul de aici din oraș este construit tot din marmură de Carrara, iar străzile orașului sunt pline de ateliere de sculptură. Conform ultimelor date statistice în Carrara locuiau aproximativ 68.500 de locuitori.
Massa este un oraș minier însă găsim aici și câteva obiective turistice interesante: Palazzo Del Podesta, Torre Del Candeliere sau Domul Massa Maritima, care fac din acest oraș o atracție turistică atractivă, mai ales prin clima mediteraneeană și poziționarea orașului în apropierea Mării Ligurice. Populația aproximativă a orașului Massa este de 70.000 locuitori.
 Localități principale  În afara celor două orașe prezentate, în provincia Massa Carrara mai găsim și alte localități mai importante, din care amintim: Aulla, Montignoso, Fivizzano, Pontremolli, Licciana Nardi	sau Villafranca in Lunigiana	
Format:Italia provincii